# Gouvernement Chaves IV
 Andalousie
Chaves III Chaves V
Le gouvernement Chaves IV est le gouvernement de l'Andalousie entre le 29 avril 2000 et le 25 avril 2004, durant la VIe législature du Parlement d'Andalousie. Il est présidé par Manuel Chaves.

## Composition

### Initiale
| Fonction                                                 | Nom | Nom                               | Parti  |
| -------------------------------------------------------- | --- | --------------------------------- | ------ |
| Président                                                |     | Manuel Chaves González            | PSOE-A |
| Conseiller à la Présidence                               |     | Gaspar Zarrías Arévalo            | PSOE-A |
| Conseiller aux Relations institutionnelles               |     | Antonio Ortega García             | PA     |
| Conseillère à l'Économie et aux Finances                 |     | Magdalena Álvarez Arza            | PSOE-A |
| Conseiller à l'Intérieur                                 |     | Alfonso Perales Pizarro           | PSOE-A |
| Conseiller à la Justice et aux Administrations publiques |     | Carmen Hermosín Bono              | PSOE-A |
| Conseiller à l'Emploi et au Développement technologique  |     | José Antonio Viera Chacón         | PSOE-A |
| Conseiller au Tourisme et aux Sports                     |     | José Antonio Hurtado Sánchez      | PA     |
| Conseillère aux Travaux publics et aux Transports        |     | Concepción Gutiérrez del Castillo | PSOE-A |
| Conseiller à l'Agriculture et à la Pêche                 |     | Paulino Plata Cánovas             | PSOE-A |
| Conseiller à la Santé                                    |     | Francisco Vallejo Serrano         | PSOE-A |
| Conseillère à l'Éducation et à la Science                |     | Cándida Martínez López            | PSOE-A |
| Conseillère à la Culture                                 |     | María del Carmen Calvo Poyato     | PSOE-A |
| Conseillère à l'Environnement                            |     | Fuensanta Coves Botella           | PSOE-A |
| Conseiller aux Affaires sociales                         |     | Isaías Pérez Saldaña              | PSOE-A |

### Remaniement du19 février 2002
- Les nouveaux conseillers sont indiqués en gras, ceux ayant changé d'attributions en italique.

| Fonction                                                 | Nom | Nom                               | Parti  |
| -------------------------------------------------------- | --- | --------------------------------- | ------ |
| Président                                                |     | Manuel Chaves González            | PSOE-A |
| Conseiller à la Présidence                               |     | Gaspar Zarrías Arévalo            | PSOE-A |
| Conseiller au Tourisme et aux Sports                     |     | Antonio Ortega García             | PA     |
| Conseillère à l'Économie et aux Finances                 |     | Magdalena Álvarez Arza            | PSOE-A |
| Conseiller à l'Intérieur                                 |     | Alfonso Perales Pizarro           | PSOE-A |
| Conseiller à la Justice et aux Administrations publiques |     | Carmen Hermosín Bono              | PSOE-A |
| Conseiller à l'Emploi et au Développement technologique  |     | José Antonio Viera Chacón         | PSOE-A |
| Conseiller aux Relations institutionnelles               |     | Juan Ortega Pérez                 | PA     |
| Conseillère aux Travaux publics et aux Transports        |     | Concepción Gutiérrez del Castillo | PSOE-A |
| Conseiller à l'Agriculture et à la Pêche                 |     | Paulino Plata Cánovas             | PSOE-A |
| Conseiller à la Santé                                    |     | Francisco Vallejo Serrano         | PSOE-A |
| Conseillère à l'Éducation et à la Science                |     | Cándida Martínez López            | PSOE-A |
| Conseillère à la Culture                                 |     | María del Carmen Calvo Poyato     | PSOE-A |
| Conseillère à l'Environnement                            |     | Fuensanta Coves Botella           | PSOE-A |
| Conseiller aux Affaires sociales                         |     | Isaías Pérez Saldaña              | PSOE-A |

### Remaniement du8 février 2004
- Les nouveaux conseillers sont indiqués en gras, ceux ayant changé d'attributions en italique.

| Fonction                                                 | Nom | Nom                               | Parti  |
| -------------------------------------------------------- | --- | --------------------------------- | ------ |
| Président                                                |     | Manuel Chaves González            | PSOE-A |
| Conseiller à la Présidence                               |     | Gaspar Zarrías Arévalo            | PSOE-A |
| Conseiller au Tourisme et aux Sports                     |     | Antonio Ortega García             | PA     |
| Conseiller à l'Économie et aux Finances                  |     | José Salgueiro Carmona            | PSOE-A |
| Conseiller à l'Intérieur                                 |     | Sergio Moreno Monrové             | PSOE-A |
| Conseiller à la Justice et aux Administrations publiques |     | Jesús María Rodríguez Román       | PSOE-A |
| Conseiller à l'Emploi et au Développement technologique  |     | José Antonio Viera Chacón         | PSOE-A |
| Conseiller aux Relations institutionnelles               |     | Juan Ortega Pérez                 | PA     |
| Conseillère aux Travaux publics et aux Transports        |     | Concepción Gutiérrez del Castillo | PSOE-A |
| Conseiller à l'Agriculture et à la Pêche                 |     | Paulino Plata Cánovas             | PSOE-A |
| Conseiller à la Santé                                    |     | Francisco Vallejo Serrano         | PSOE-A |
| Conseillère à l'Éducation et à la Science                |     | Cándida Martínez López            | PSOE-A |
| Conseiller à la Culture                                  |     | Enrique Moratalla Molina          | PSOE-A |
| Conseillère à l'Environnement                            |     | Fuensanta Coves Botella           | PSOE-A |
| Conseiller aux Affaires sociales                         |     | Isaías Pérez Saldaña              | PSOE-A |